# Cyanerpes caeruleus
Cyanerpes caeruleus е вид птица от семейство Тангарови (Thraupidae).

## Разпространение
Видът е разпространен в Боливия, Бразилия, Венецуела, Гвиана, Еквадор, Колумбия, Мексико, Панама, Перу, Суринам, Тринидад и Тобаго и Френска Гвиана.